# 施耐德1913年式105公厘野戰炮
施耐德1913年式105公厘野戰炮（法語：Canon de 105 mm modèle 1913 Schneider）是法國施耐德电气在1910年代開發的火炮，為第一次世界大戰法國陸軍的主力炮兵武器，也供應協約國部隊使用。

## 發展歷史
20世紀初，法國施耐德公司和俄羅斯帝國普梯洛夫工廠合作，為俄羅斯陸軍打造M1910年式107公厘加農炮，研發完成後，施耐德將火炮口徑縮小到105公厘的版本推銷給法國陸軍，但法國陸軍不感興趣，因為M1897式75mm野戰炮太過成功，法國陸軍不認為部隊需要更大的野戰炮，不過到1913年，法國還是少量訂購了幾門作為測評使用。
1914年7月底，第一次世界大戰爆發後，戰爭隨著德軍攻勢頓挫，戰鬥型態也從開放環境的野戰轉為塹壕戰，75公厘野戰炮的缺陷開始浮現－它的炮彈重量太輕，無力摧毀強化陣地與掩體。除了75野炮外，法軍上一階的大口徑野戰炮已經是30年前量產的1878年型120公厘加農炮，這款火炮數量少(125門)、且編制由重砲團統轄，無論是硬體或編裝設計上都不適合20世紀的戰場。
法國在1914年9月時編裝中只有3門M1913式105mm野戰炮，但在戰爭型態轉換後，法國全速增產此型火炮，並替換部分75野炮成為法軍基礎火炮，到戰爭結束時法軍配備了1300門105mm野戰炮。除了法軍自用，施耐德也授權給協約國在地生產，或是外銷。義大利在1914年9月開始由安薩爾多授權生產，羅馬尼亞在1916年羅馬尼亞參與第一次世界大戰從法國購得120門，更多的歐洲國家是直接向法國採購，並在國內各自定名。
M1913年型榴彈炮在不同國家的名字
義大利：Cannone da 105/28 modello 1913(1913年型105公厘/28倍徑加農炮)
波蘭：105 mm armata wz. 13(105公厘野戰炮13年型)、現代化型號為105 mm armata dalekonośna wz. 29(105公厘野戰炮29年型)
南斯拉夫：105 mm M 13
比利時：Canon de 105 mle 1913 Schneider (L13S)
芬蘭：105K／13
到一戰結束後，105野戰炮已經成為各國野戰單位支援火炮主流；法國在1934年式105榴彈炮服役後將1913年式大量封存，部分外銷至歐陸國家，在法國投降前造冊管理的M1913年式榴彈炮還有854門，在納粹德國入侵時成為德軍的戰利品，就德國統計，包括在法國、比利時、義大利、南斯拉夫、波蘭等國擄獲了上千門M1913年式，大部分轉用作大西洋長城的海岸炮。
納粹德國繳獲後的型號
10.5 cm K 331(f) －從法國擄獲

10.5 cm K 331(b) －從比利時擄獲

10.5 cm K 331(i) －從義大利擄獲

10.5 cm K 331(j) －從南斯拉夫擄獲

10.5 cm K 13(p)/K 29(p) －從波蘭擄獲

芬蘭在1940年向法國採購原廠炮，也在冬季戰爭期間擄獲蘇聯運用的107公厘版本，並自行修改為105公厘型，並從納粹德國處採購波蘭的wz.29版本。

## 採用國家
法國
 芬兰
 義大利
 以色列
 羅馬尼亞
 比利时
 南斯拉夫